# المروغه الشامية (الشاهل)

تعديل مصدري - تعديل

المروغه الشامية هي إحدى قرى عزلة جانب الشام بمديرية الشاهل التابعة لمحافظة حجة، بلغ تعداد سكانها 145 نسمة حسب تعداد اليمن لعام 2004.